# Adrienne Lyle
Adrienne Lyle (Coupeville, 2 de enero de 1985) es una jinete estadounidense que compite en la modalidad de doma.
Participó en los Juegos Olímpicos de Tokio 2020, obteniendo una medalla de plata en la prueba por equipos (junto con Steffen Peters y Sabine Schut-Kery). Ganó una medalla de plata en el Campeonato Mundial de Doma de 2018, en la prueba por equipos.

## Palmarés internacional
| Juegos Olímpicos   | Juegos Olímpicos       | Juegos Olímpicos | Juegos Olímpicos |
| Año                | Lugar                  | Medalla          | Categoría        |
| ------------------ | ---------------------- | ---------------- | ---------------- |
| 2020               | Tokio (Japón)          | Medalla de plata | Por equipos      |
| Campeonato Mundial |                        |                  |                  |
| Año                | Lugar                  | Medalla          | Categoría        |
| 2018               | Tryon (Estados Unidos) | Medalla de plata | Por equipos      |